# Cosinus

Graficul funcției cosinus

Cosinus (cos) este o funcție trigonometrică, periodică, definită în contextul unui triunghi dreptunghic ca fiind raportul dintre cateta alăturată și ipotenuză.
Definirea pentru unghiuri mai mari de 180 de grade necesită folosirea unui cerc numit cerc trigonometric.

## Derivată și primitive
Derivata funcției cosinus este funcția opusă funcției sinus (cu minus):
{\displaystyle f^{\prime }(x)=-\sin(x)}
Primitivele (antiderivatele) sunt:
{\displaystyle \int f(x)\,dx=\sin(x)+C}
unde C este constanta de integrare.
O primitivă este, considerând o constantă de integrare nedefinită de valoare zero, funcția sinus.

### Demonstrație
Pentru obținerea derivatei sunt necesare unele rezultate privind calculul unor limite cu funcțiile sinus și cosinus.
{\displaystyle \lim _{\theta \to 0^{-}}\!{\frac {\sin \theta }{\theta }}\ =\ \lim _{\theta \to 0^{+}}\!{\frac {\sin(-\theta )}{-\theta }}\ =\ \lim _{\theta \to 0^{+}}\!{\frac {-\sin \theta }{-\theta }}\ =\ \lim _{\theta \to 0^{+}}\!{\frac {\sin \theta }{\theta }}\ =\ 1\,.}
{\displaystyle \lim _{\theta \to 0}\,{\frac {\cos \theta -1}{\theta }}\ =\ \lim _{\theta \to 0}\left({\frac {\cos \theta -1}{\theta }}\right)\!\!\left({\frac {\cos \theta +1}{\cos \theta +1}}\right)\ =\ \lim _{\theta \to 0}\,{\frac {\cos ^{2}\!\theta -1}{\theta \,(\cos \theta +1)}}\ =\ \lim _{\theta \to 0}\,{\frac {-\sin ^{2}\theta }{\theta (\cos \theta +1)}}\ =\ \left(-\lim _{\theta \to 0}{\frac {\sin \theta }{\theta }}\right)\!\left(\lim _{\theta \to 0}\,{\frac {\sin \theta }{\cos \theta +1}}\right)\ =\ (-1)\left({\frac {0}{2}}\right)=0\,.}
Se calculează derivata pe baza definiției limită a raportului.